# Zelena linija (CTA)
Zelena linija (engl. Green Line) je linija čikaškog metroa. Linija ima najstarije delove metro sistema, neki koji su napravljeni još 1892. godine.
Dužina linije je oko 33,5 kilometra. Ide od juga ka severu, do centra grada. U centru se okreće ka zapadu i ide do prigrađa Ouk Parka. Linija ima oko 65.000 putnika nedeljno (oktobar 2009).

## Istorija
Traka ka jugu je otvorena davne 1892. godine, za Svetsku Kolumbijansku ekspoziciju. Delovi su naknadno dodavani. Otvorena je bila za promet 6. juna 1892, ali se zidanje nastavljeno do 1893, kad je došla do Jackson Parka. Neke grane sa te linije su dodavane između 1905. i 1908. Jedina od tih grana koja se zadržala do danas je grana ka Englvudu.
Drugi glavni deo ove linije je otvoren u 6. novembra 1893. Ta linija na Lake ulici je išla zapadno od centra grada. Ove dve linije su bile posebne linije. Tek u 1993. su se ujedinile kad su sve linije metroa dobile nazive po bojama.
U 1948. su mnoge stanice na liniji zatvorene. Napravljene su pre mnogo godina kad je bilo manje vozila na metrou. Pošto su stanice bile suviše blizu jedne druge, i pošto je broj putnika naglo opao dole posle Drugog svetskog rata, nije bilo ekonomski ozdrživo da se održavaju.

## Stanice
- zatvoreno 1962
- zatvoreno 1962
- zatvoreno 1948
- zatvoreno 1948
- zatvoreno 1948
- zatvoreno 1956
- zatvorena 1994, Conservatory-Central Park Drive otvoreno umesto nje
- zatvorena 1948.
- zatvorena 1948.
- zatvorena 1948.
- zatvorena 1948.
- zatvorena 1913.
- zatvorena 1951.
- zatvoreno 1954
- zatvorena 1948
- zatvorena 1948, treba da se otvori opet u 2012 ili 2013
- zatvoreno 1994
- zatvoreno 1909

### Lup deo/kroz centar grada
- zatvoreno 1899

### Južni deo
- zatvoreno 1949
- zatvoreno 1949
- zatvoreno 1977
- zatvoreno 1949
- zatvoreno 1949
- zatvoreno 1949
- zatvoreno 1961
- zatvoreno 1949
- zatvoreno 1994

### (Ašland "Englevud") grana
- zatvoreno 1973
- zatvoreno 1992
- zatvoreno 1949
- zatvoreno 1992
- zatvoreno 1949
- zatvoreno 1994
- zatvoreno 1969

### (Istorčna 63-ća "Jakson Park") grana
- zatvoreno 1994
- zatvoreno 1994
- zatvoreno 1973
- zatvoreno 1982
- zatvoreno 1893 - privremena stanica